# Find a Grave

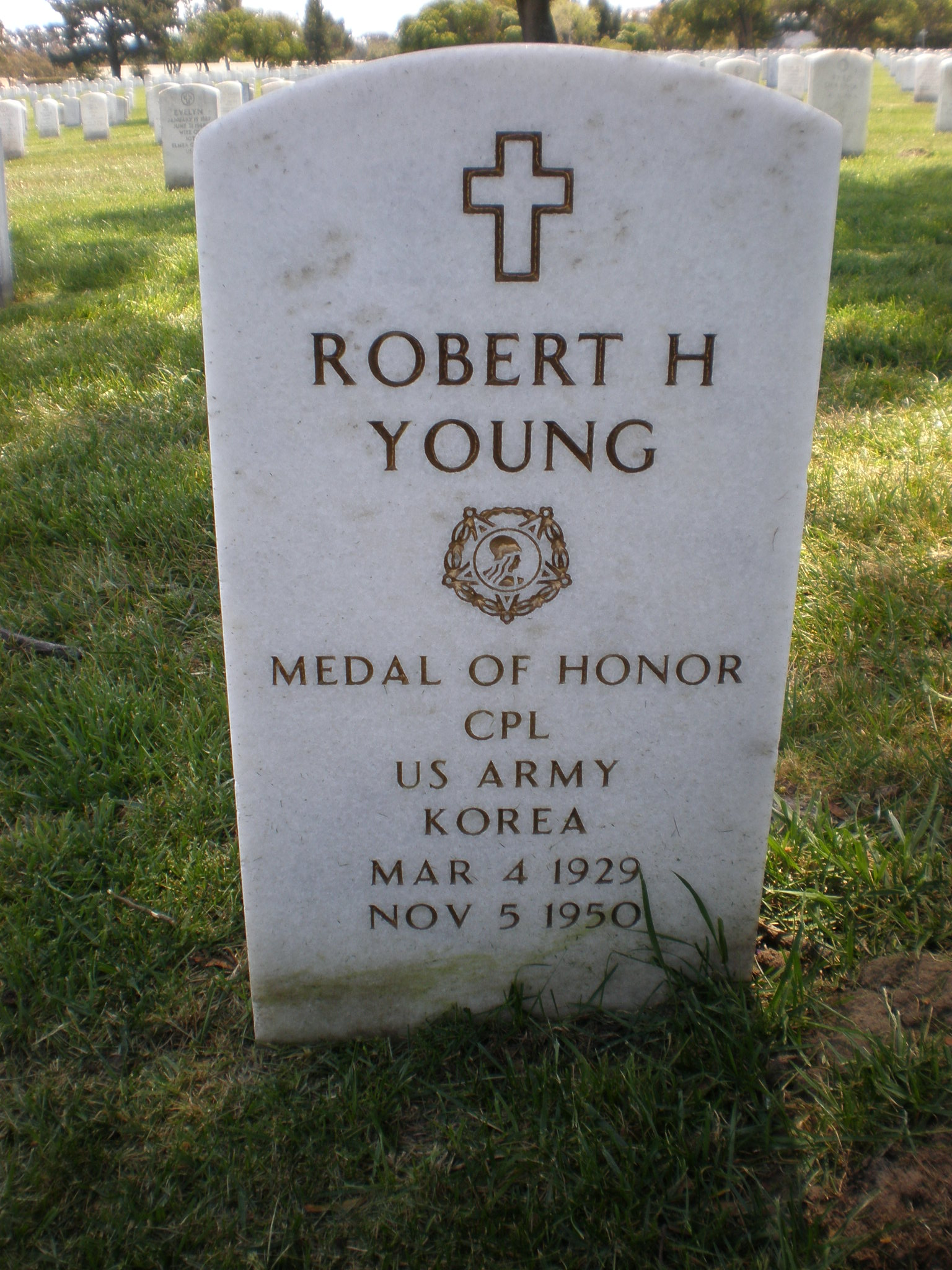
La tomba di Robert H. Young, eroe della Guerra di Corea, insignito di Medal of Honor; è rintracciabile su Find a Grave.

Find a Grave è un sito web, divenuto di proprietà di Ancestry.com, che offre accesso a un database online di dati e immagini di cimiteri e sepolture, alimentato da fotografie e informazioni scattate dagli utenti e fornite su base volontaria e a titolo gratuito.

## Storia
Nelle intenzioni del fondatore, Jim Tipton, residente a Salt Lake City, il sito web è stato sviluppato nel 1995 per colmare la mancanza di indicazioni in rete relative all'hobby da lui coltivato, visitare le tombe di personaggi celebri. In seguito è stato corredato di un forum. Nel gennaio 2016 il sito dichiarava di ospitare 141 milioni di schede di dati.

## Contenuti e caratteristiche
Il sito contiene dati di cimiteri e tombe, in prevalenza degli Stati Uniti d'America, mentre le registrazioni provenienti da altri paesi sono nettamente minoritarie e sporadiche (è presente però una sezione dedicata al cimitero monumentale di Staglieno di Genova e ai personaggi celebri là sepolti, tra cui, ad esempio, Giuseppe Mazzini). I cimiteri americani sono suddivisi e organizzati per Stati e contee; la scheda di ciascuna tomba riporta nome e cognome del defunto, date di nascita e morte (se riportate nelle lapidi) ed eventualmente epigrafi, fotografia delle lapidi stesse, coordinate di Google Maps, informazioni biografiche, informazioni sul cimitero e sulla topografia locale (per raggiungere la tomba descritta) e informazioni sul contributore. Contribuiscono ad alimentare la banca dati anche società genealogiche o istituzioni di altro tipo, come l'International Wargraves Photography Project.
Agli iscritti è permesso pubblicare online commemorazioni di parenti e amici e collegare una scheda a quella di coniugi e parenti allo scopo di incorporare nella base dati anche informazioni sulle relazioni genealogiche. Gli utenti dispongono di privilegi di modifica sulle commemorazioni. 
Si possono inoltre eseguire ricerche di singole tombe in base ai dati anagrafici (nome e cognome, o soltanto quest'ultimo) e si può proporre un nominativo nell'elenco delle tombe di cui si desidera l'inserimento nella base dati. I membri possono anche fare richiesta di fotografie, che i volontari di Find a Grave possono esaudire. Tali richieste vengono notificate in automatico a contributori che si sono registrati indicando una posizione vicina a quella determinata tomba.